# Alstroemeria nivea
Alstroemeria nivea este o specie de plante monocotiledonate din genul Alstroemeria, familia Alstroemeriaceae, descrisă de Pierfelice Ravenna. Conform Catalogue of Life specia Alstroemeria nivea nu are subspecii cunoscute.